# Lamiomimus gottschei
Lamiomimus gottschei är en skalbaggsart som beskrevs av Hermann Julius Kolbe 1886. Lamiomimus gottschei ingår i släktet Lamiomimus och familjen långhorningar. Inga underarter finns listade i Catalogue of Life.